# Секст Афраний Бурр
Секст Афраний Бурр (лат. Sextus Afranius Burrus; 1—62) — римский военачальник и государственный деятель, префект преторианцев во время правления императора Нерона.

## Биография

### Происхождение и начало службы
Принадлежал к сословию всадников. Бурр начал свою карьеру на гражданской службе, выполняя личные финансовые поручения Ливии, а затем императоров Тиберия и Клавдия. Нет точных сведений, когда именно он познакомился с Агриппиной Младшей, но она благоволила ему. Именно благодаря протекции Агриппины Бурр был назначен префектом преторианской гвардии в 52 году, сменив преданных Клавдию Лузия Гету и Руфрия Криспина. После смерти Клавдия, который, возможно, был отравлен женой, Бурр привёл молодого Нерона в лагерь преторианцев и приказал солдатам приветствовать юношу как императора. Его поддержка Агриппины и Нерона оказалось решающей в те дни, ведь реальной военной силой в столице обладал только Бурр.

### Бурр и Сенека
Первые месяцы после воцарения Нерона властолюбивая Агриппина стала подлинным правителем государства. Однако император быстро стал тяготиться таким положением дел и постепенно отстранил её от управления империей, перепоручив эти обязанности своему воспитателю Сенеке и Бурру. В последующие семь лет два этих человека были теневыми правителями Рима. Их союз представляет собой уникальный в римский истории случай — два ближайших советника императора не только не соперничали, но и весьма плодотворно сотрудничали. Бурр, который не пользовался большим авторитетом в среде сенаторов и римских аристократов, занимался делами армии и укреплял общественный порядок в Риме. Внутренняя политика Бурра и Сенеки отличалась умеренностью, в описываемые годы не осуществлялись репрессии, направленные против сената, а снабжение столицы хлебом сохранялось на должном уровне. Оба «министра» старались придать артистическим увлечениям императора более пристойный вид и, таким образом, избежать скандалов. Не препятствовали они и его увлечению вольноотпущенницей Актой.
Нет оснований думать, что Нерон решился бы на убийство матери без согласия Бурра и Сенеки. Однако все античные авторы указывают на то, что исполнителями убийства были не подчинённые Бурру преторианцы, а офицеры флота.

### Смерть
На Бурра дважды падали подозрения в заговоре против Нерона. Первый раз его обвиняли в желании возвести на престол Рубелия Плавта — потомка Октавиана Августа по материнской линии. Однако ничего доказать не удалось: весьма вероятно, что заговора вообще не существовало. Во второй раз Бурра и могущественного вольноотпущенника Палланта обвиняли в заговоре в пользу Фавста Корнелия Суллы (мужа Антонии, дочери Клавдия). Нерон не поверил этому и отправил обвинителя в ссылку.
В 62 году Бурр скончался, причиной назвали опухоль в горле, возможно, префект действительно болел раком. Впрочем, весьма популярной была версия об отравлении. Нерон якобы под видом лекарственной мази для нёба передал ему яд (это поддерживает и Светоний). У императора были причины желать смерти Афрания Бурра. Тот выступал категорически против развода Нерона с Октавией, чего очень желал император.
Вместо Бурра Нерон назначил на место префекта претория двух человек, Фения Руфа и Софония Тигеллина, который вскоре стал главным советником императора. После смерти Бурра Сенека ушёл в отставку, а политический курс Нерона ужесточился. Император развёлся с Октавией, а позднее приказал умертвить её.
Известно, что у Бурра была повреждена рука, что дало повод Агриппине обозвать его «калекой».